# (31175) Erikafuchs
(31175) Erikafuchs ist ein Asteroid des mittleren Hauptgürtels, der am 7. Dezember 1997 im Rahmen des OCA-DLR Asteroid Surveys (O.D.A.S.), einem Projekt des OCA (Observatoire de la Côte d’Azur) und des DLR (Deutsches Zentrum für Luft- und Raumfahrt), am 90-cm-Schmidt-Teleskop des französischen Observatoire de Calern (IAU-Code 910) entdeckt wurde.
Der Asteroid gehört zur Eunomia-Familie, einer nach (15) Eunomia benannten Gruppe, zu der vermutlich fünf Prozent der Asteroiden des Hauptgürtels gehören. Die zeitlosen (nichtoskulierenden) Bahnelemente von (31175) Erikafuchs sind fast identisch mit denjenigen des kleineren, wenn man von der absoluten Helligkeit von 15,5 gegenüber 13,0 ausgeht, Asteroiden (172339) 2002 VL57.
(31175) Erikafuchs wurde nach der deutschen Übersetzerin Erika Fuchs (1906–2005) benannt, die vor allem als Übersetzerin von Disney-Comics bekannt wurde. Anlass für die Benennung war die geplante Eröffnung eines Erika-Fuchs-Museums in Schwarzenbach an der Saale. Die Veröffentlichung der Benennung durch die Internationale Astronomische Union (IAU) erfolgte am 21. August 2013.